# عبدالله المطیری
عبدالله المطیری (عربی: عبدالله المطيري؛ زادهٔ ۱ ژوئیهٔ ۱۹۸۶) یک ورزشکار اهل کویت است.
از باشگاه‌هایی که در آن بازی کرده‌است می‌توان به باشگاه فوتبال الاهلی عربستان سعودی، باشگاه فوتبال الفیصلی عربستان سعودی، و باشگاه فوتبال الوحده عربستان سعودی اشاره کرد. در حال حاضر وی از طرف دولت کویت با ۱۷۰۰۰ هزار دلار مزد برای سرمربیگری تیم ملی فوتبال افغانستان تعیین شده است. اولین مسابقه مربیگری وی در مقابل تیم ملی فوتبال قرقیزستان بود.